# Eurytoma hypochoeridis
Eurytoma hypochoeridis is een vliesvleugelig insect uit de familie Eurytomidae. De wetenschappelijke naam is voor het eerst geldig gepubliceerd in 1960 door Claridge.